# Adrián Embarba Blázquez
Adrián 'Adri' Embarba Blázquez (nascut el 7 de maig de 1992) és un futbolista professional madrileny que juga com a migcampista per la UD Almería.

## Carrera esportiva

### Inicis
Nascut a Madrid, Embarba es va formar al Getafe CF, tot i que va tenir converses per fitxar pels juvenils del Reial Madrid CF i la RSD Alcalá. Va debutar en edat sènior la temporada 2011–12 amb el CD Marchamalo de Castella-la Manxa, amb el qual va marcar sis gols a la tercera divisió; el juliol de 2012, va signar contracte amb el RCD Carabanchel.

### Rayo Vallecano

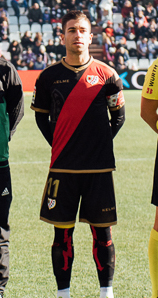
Embarba amb el Rayo Vallecano el 2019

El juliol de 2013 Embarba va fitxar pel Rayo Vallecano, per jugar a l'equip B també a la tercera divisió. El 30 d'agost va debutar amb el primer equip, i a La Liga substituint el lesionat Iago Falque i jugant 65 minuts en una derrota per 1–2 a casa contra el Llevant UE.
El 12 de juny de 2014 Embarba va signar un nou contracte de tres anys amb el Rayo, i passà a formar part definitivament del primer equip. Va marcar el seu primer gol com a professional el 14 de març de l'any següent, l'últim en una victòria per 3-1 contra el Granada CF, també al Camp de Futbol de Vallecas.
Embarba va contribuir amb dos gols en 28 aparicions durant la temporada 2015–16, en què el club va patir el descens. El 8 d'octubre de 2017, va marcar dos gols en una golejada per 4–1 a casa contra el Reial Valladolid a la Segona Divisió.
El 19 de desembre de 2017, després d'haver estat titular habitual, Embarba va renovar el seu contracte fins al 2021. Va aconseguir l'ascens a la màxima categoria la temporada 2017–18, marcant vuit gols i fent 14 assistències.

### RCD Espanyol
El 23 de gener de 2020 fou fitxat pel RCD Espanyol, que va pagar la clàusula de rescissió de 10 milions d'euros. Després de baixar de categoria a la seva primera temporada de La Lliga, va ajudar el seu equip a tornar a la primera divisió a la la segona marcant nou gols, la millor marca de la seva carrera.
Embarba va tenir molt menys protagonisme a la temporada 2021–22 (tampoc va aconseguir marcar), principalment a causa d'un enfrontament amb l'entrenador Vicente Moreno a principis de la temporada.

### UD Almería
El 24 d'agost de 2022, Embarba es va traslladar a la UD Almeria, acabat d'ascendir a la primera categoria. Va marcar quatre gols i va fer tres assistències en el seu debut a la la lliga, i el seu equip va aconseguir mantenir-se a la categoria.
El 26 de juliol de 2024, després de patir el descens de la a la Lliga, Embarba va tornar al Rayo Vallecano després d'11 anys, acceptant una cessió d'un any.